# Baráth Viktória
Baráth Viktória (Mezőtúr, 1989. december 19. –) magyar írónő.

## Életpályája
Gyermekkorában családjával Túrkevén laktak. Onnan 5 éves korában költözött Budapestre, Kőbányára. Az általános iskolát ott végezte el, a gimnáziumot pedig Kispesten. A végzettsége vendéglátó-szakmenedzser. 4 évet élt Németországban, Hannoverben.
 Az írás számomra terápia, és az önkifejezés egyik formája. Nehezen nyílok meg idegenek előtt, de ha valaki elolvassa az alkotásaim egyikét, a személyiségem egy-egy szeletét, a dolgokhoz való hozzáállásomat, érzelmeimet biztosan megismerheti. Ha nem tudnék írni, nem lehetnék önmagam.
2012 óta ír, de kezdetben csak a saját szórakoztatására gyártotta a kéziratokat. Amikor végül kiadás mellett döntött, már egy trilógia, illetve 4 különálló történet lapult a gépén. Nem készült írónak, de végtelenül hálás, hogy rátalált a valódi hivatására.
2016-ban jelent meg az első könyve Első tánc címmel. Regénye az álmok valóra váltásáról, a leküzdendő akadályokról és a saját határaink átlépéséről szól. Egy történet szívvel-lélekkel. Az Első tánc sikerét követően, 2017-ben megjelent A főnök, mely izgalmakban, érzelmekben és erotikában gazdag történetben mutatja be az alvilág rideg valóságát. Harmadik regényével, az Egy év Rómábannal az olasz fővárosba kalauzol minket. A regényei az Álomgyár Kiadó gondozásában jelentek meg.
Nemcsak íróként, hanem szerkesztőségi vezetőként is erősíti az Álomgyár Kiadó csapatát.

## Eddig megjelent könyvei
- Első tánc. Kövesd a szíved ritmusát; Álomgyár, Bp., 2016
- A főnök; Álomgyár, Bp., 2017
- Egy év Rómában; Álomgyár, Bp., 2018
- Az igazság nyomában (Igazság I.); Álomgyár, Bp., 2020
- Az igazság árnyékában (Igazság II.); Álomgyár, Bp., 2020
- Az igazság ára (Igazság III.); Álomgyár, Bp., 2020
- A főnök 2.; Álomgyár, Bp., 2020
- Első tánc (Bővített kiadás); Álomgyár, Bp., 2020
- Orosz rulett; Álomgyár, Bp., 2020
- Egymás szemében; Álomgyár, Bp., 2021

## Díjak, jelölések
- Aranykönyv jelölés (2017)[1]
- Aranykönyv jelölés (2018)

## További információ
- Facebook-oldal
- https://alomgyar.hu/szerzo/barath-viktoria